# 6822 Horálek
(6822) Horálek, denumire internațională (6822) Horalek, este un asteroid din centura principală de asteroizi.

## Descriere
6822 Horálek este un asteroid din centura principală de asteroizi. A fost descoperit pe 28 octombrie 1986 la Observatorul Kleť de Zdeňka Vávrová. Asteroidul prezintă o orbită caracterizată de o semiaxă mare de 2,59 ua, o excentricitate de 0,25 și o înclinație de 2,7° în raport cu ecliptica.